# 90-та танкова дивізія (РФ, 1 формування)
90-та гвардійська танкова Львівська ордена Леніна Червонопрапорна ордена Суворова дивізія (90 ТД, в/ч 61150) — з'єднання Сухопутних військ Збройних сил Російської Федерації чисельністю у дивізію, що існувало у 1992—1997 роках.

## Історія
У 1992 році, під час розпаду СРСР, 90-та гвардійська танкова дивізія виведена зі Східної Німеччини до Самарської області, РСФСР.
У грудні 1997 року перетворена на 5968-ту гвардійську базу зберігання озброєння і техніки. 81-й гвардійський мотострілецький полк був переведений до 27-ї гвардійської мотострілецької дивізії.
Розформована у 2005 році.